# 소녀화불기
《소녀화불기》(중국어 간체자: 小女花不弃, 정체자: 小女花不棄, 병음: Xiǎo nǚ huā bu qì 샤오뉘화부치[*]는 중국의 드라마이다.

## 소개
- 성녀인 화불기가 유일하게 보물이 있는 중요한 장소를 열 수 있는 사람이라는 전언으로 인해 수많은 세력들이 그녀를 손에 넣기 위해 탐내는 이야기

## 등장 인물
- 린이천 - 화불기 역
- 장빈빈 - 진욱 역
- 린바이홍 - 동방석 역
- 쑨주쥔 (孙祖君) - 운랑 역
- 싱언 (邢恩) - 막약비 역
- 황신디 (黄心娣) - 류청무 역
- 황멍 (黄勐) - 칠왕야 역
- 린쯔칭 (林子晴) - 임단사 역